# Salvador Llort
Salvador Llort Choussy (San Salvador, El Salvador, 23 de octubre de 1943) es un artista salvadoreño especialista en pintura y escultura. Ha sido reconocido como Distinguido Pintor Salvadoreño por la Asamblea Legislativa de El Salvador en 2008 por su apoyo y trayectoria en el arte de El Salvador.

## Reseña biográfica

### Vida personal
Nació en el seno de una familia conformada por Baltasar Llort Escalante, Victoria Choussy y cinco hermanos. Sus padres Baltasar y Victoria le inculcaron una visión de humanismo, fe y atracción hacia la naturaleza que está reflejada en sus obras. 

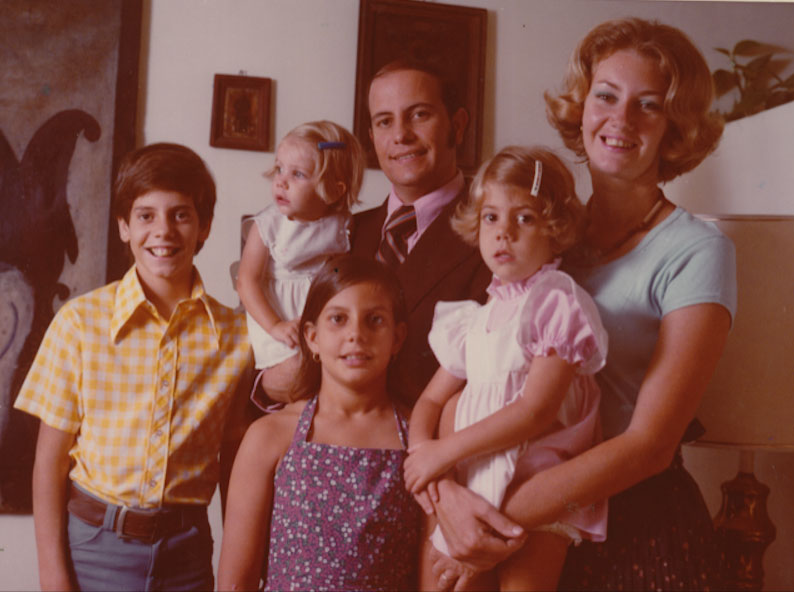
Salvador Llort y su familia.

### Trayectoria académica y profesional
Salvador Llort se graduó de bachillerato del Liceo Salvadoreño de los Hermanos Maristas, inició su trayectoria por el arte estudiando dibujo y pintura con José Mejía Vides y Ricardo Rivera en la Dirección General de Bellas Artes desde 1959 al 1963. Es en este periodo donde se interesa por las artes bajo la tutela de José Mejia Vides quien es una de las influencias más grandes de las obras de Salvador. Continua sus estudios en Universidad Estatal de Luisiana graduándose como Administrador de Empresas en 1967.
Desde 1967 hasta 2009 se desempeñó alternando las artes con el área empresarial en Estados Unidos y Centroamérica, destacando en ambas áreas. 

### Reconocimientos
En 2008 luego de una revisión de su trayectoria y aportes al país El Salvador y las artes se le reconoció como Distinguido Pintor Salvadoreño bajo el Decreto 611, que contiene la distinción honorífica bajo el artículo 131 ordinal 22 de la Constitución de la República de El Salvador. Además en 2011 se le realizó un homenaje por la Universidad Salvadoreña Alberto Masferrer con el título: "El tiempo no pasa".

## Obra
La obra de Salvador Llort se distingue según el libro de Astrid Bahamond como una visión de leyendas populares y mundos oníricos, es decir una representación imaginativa de la cotidianidad con fuertes mensajes ecológicos. Asimismo Salvador describió su obra en una entrevista para el Museo Nacional de Antropología: 
"Mi obra en sí siempre ha sido muy alegre, colorida y de imágenes oníricas, ingrávidas, atemporales; son expresiones muy directas del alma."
Su obra ha participado en más de 132 exposiciones individuales y colectivas de pintura, grabado y escultura en El Salvador y en el extranjero, en países como: Guatemala, Estados Unidos, México, Brasil, España y Francia.

#### Técnicas
El dibujo en si, tiene mucha importancia para Salvador Llort, no solo como base para el arte sino, en sí mismo como una obra de arte, y de tal forma el dibujo es empleado regularmente como una de sus técnicas, enfocándose en líneas curvas que expresan la imaginación del artista. Los medios más utilizados como técnicas son dibujo con lápiz, tinta china, acuarela en papel y acrílico fluido o diluido sobre lienzo lo cual se puede ver en obras recientes. 
En el área de escultura se especializa en escultura en piedra, en madera reutilizada de playa de mar y escultura en lámina de aluminio calada a mano.

### Exposiciones

#### Alegría
En 2016, Salvador Llort realizó una exposición con el nombre de Alegría en el Museo Nacional de Antropología de El Salvador, la cual fue respaldada a nivel gubernamental y privado. La exposición "Alegría" consistió en una serie de 23 obras en acrílico sobre lienzo que fue descrita por la Secretaria de Cultura como:
"niños y niñas que hemos sido y que aún somos en muchas ocasiones, venimos de ese sentimiento expansivo; la alegría es hermanamiento, y esa es la propuesta que devela, en formas y colores, en acentos y movimientos, esta muestra de Salvador Llort Choussy[...]" 

#### Black and White
La presentación de la muestra Black and White consistió en una colección de 12 dibujos de formato pequeño de tinta china sobre papel, la cual fue fusionada y tomada como inspiración por diseñadoras salvadoreñas que colaboraron agregando técnicas innovadoras basadas en la muestra de Salvador Llort.

#### Land Art
Land Art consistió en un proyecto para crear esculturas efímeras utilizando los materiales naturales del Estero de Jaltepeque. En este proyecto se involucro a niños estudiantes de la Escuela San Rafael y fue parte del IX Festival Internacional Escultura es Cultura, El Salvador Centro América.

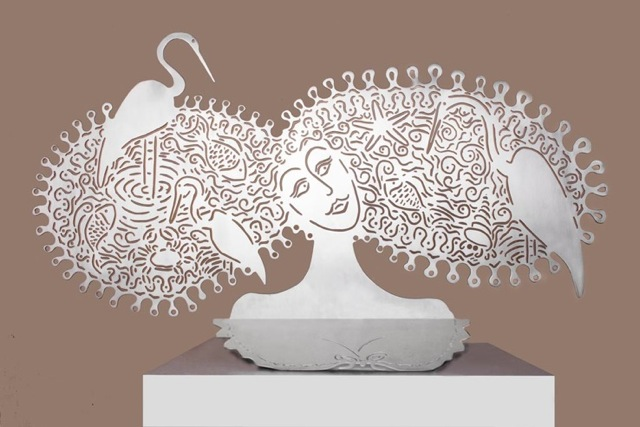
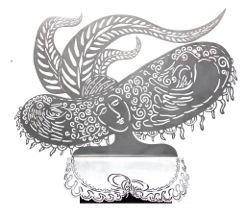
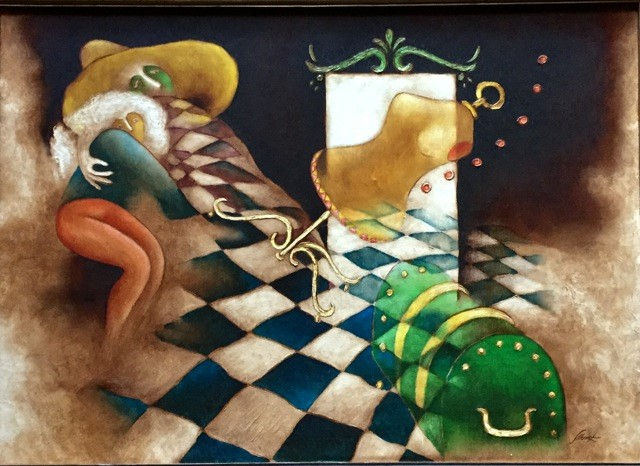
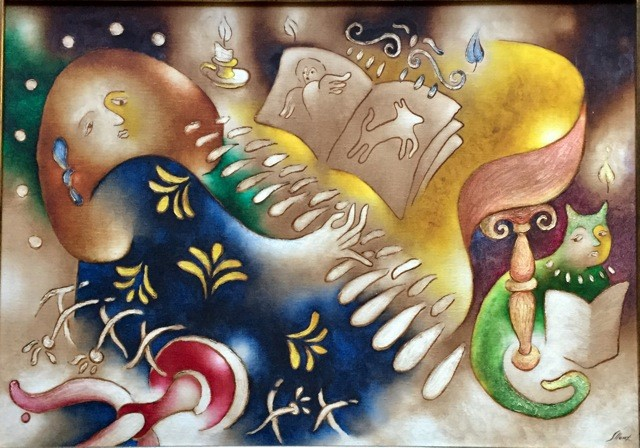
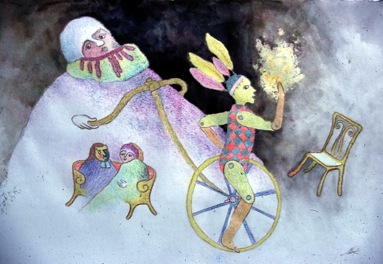
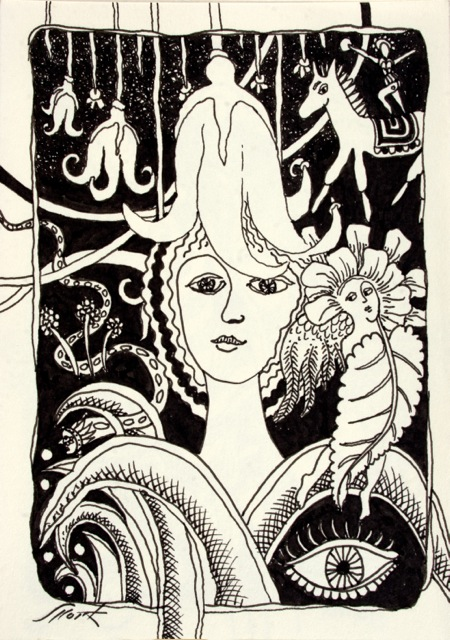
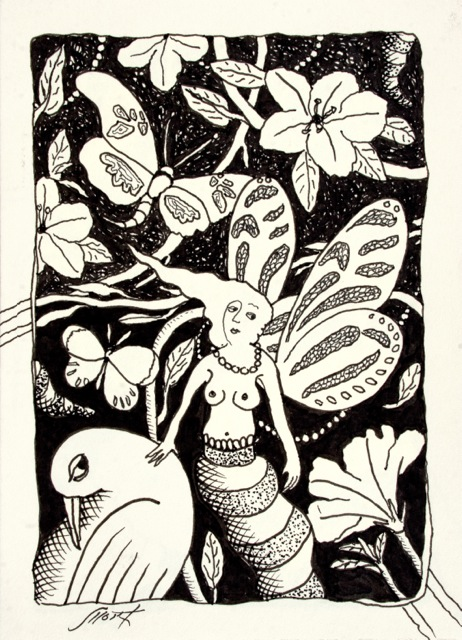
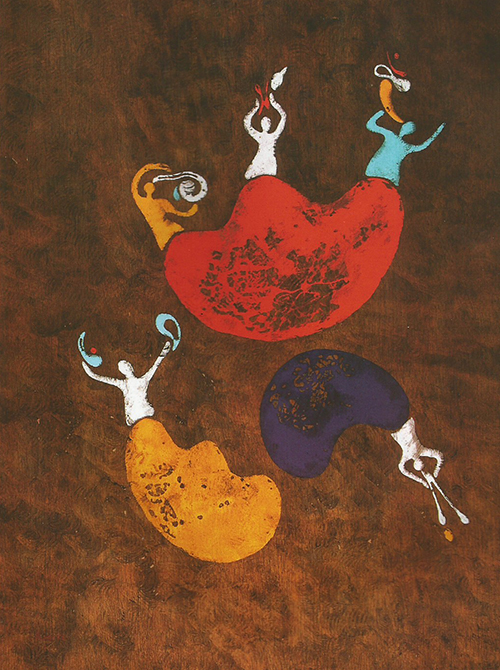
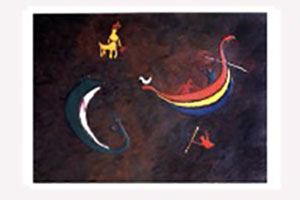
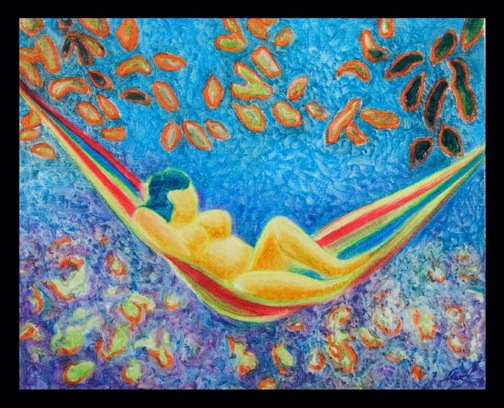
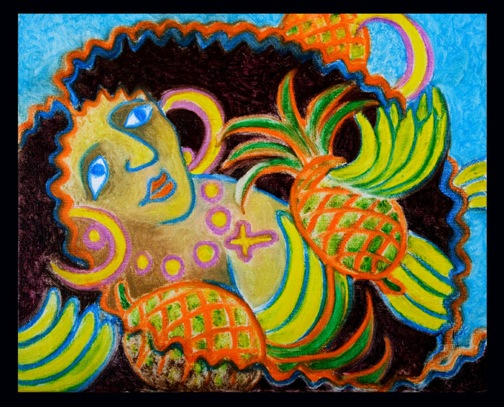
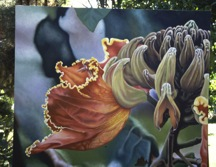
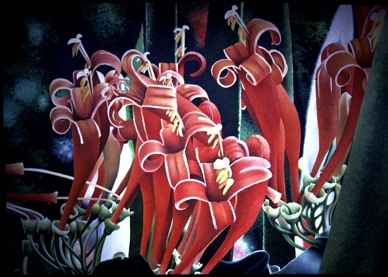
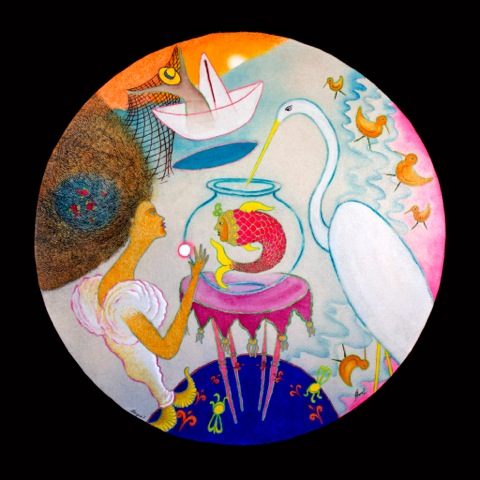
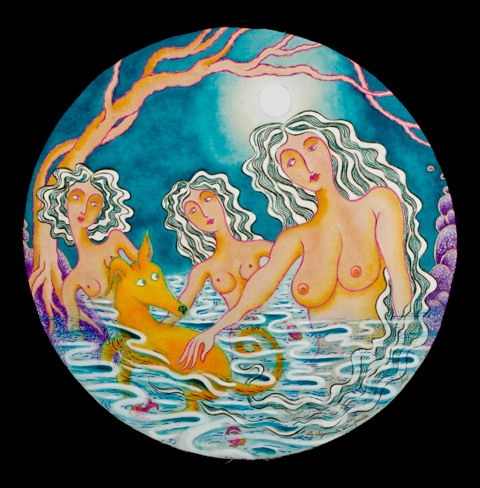
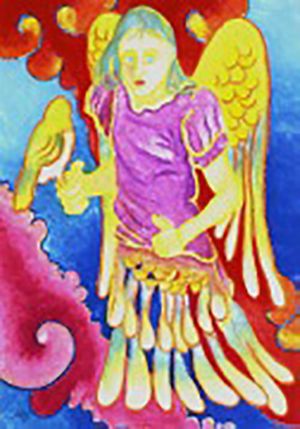
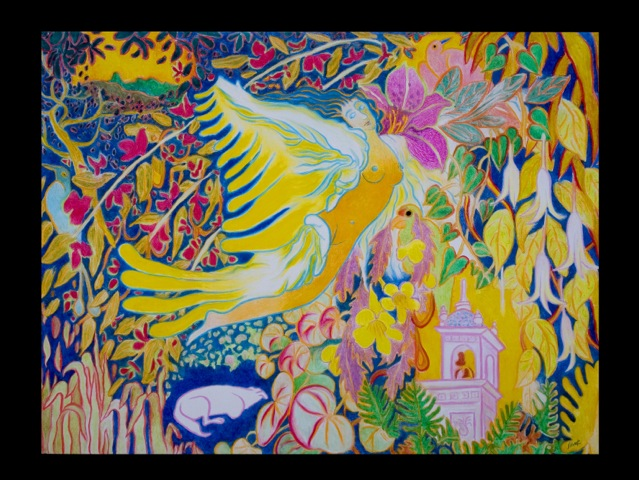
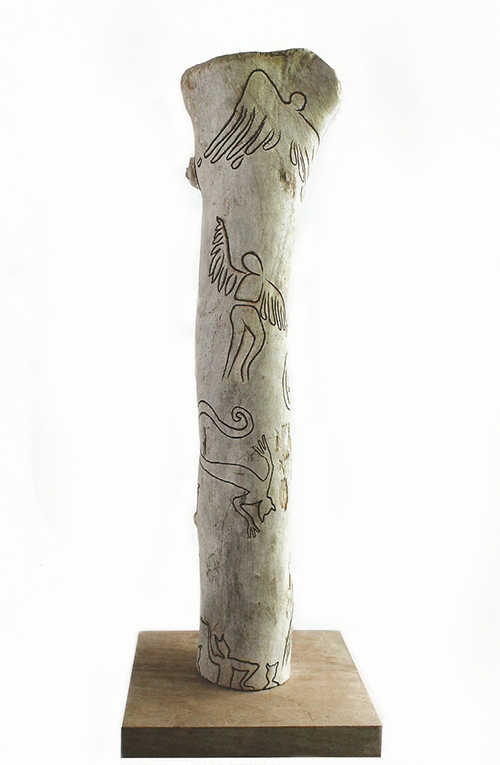
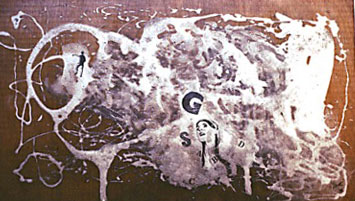
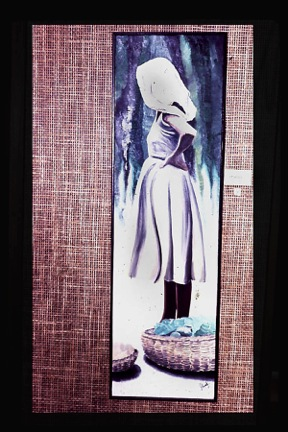
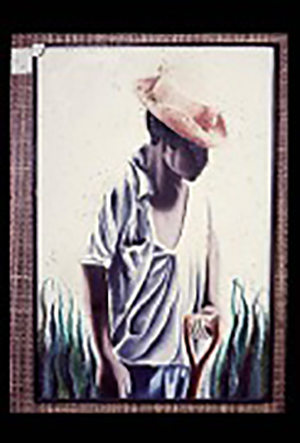